# باتريك روبرتسون (موسيقي)
باتريك روبرتسون (بالإنجليزية: Patrick Robertson)‏ هو موسيقي أسترالي، ولد في 5 مايو 1977.

## روابط خارجية
- باتريك روبرتسون على موقع IMDb (الإنجليزية)
- باتريك روبرتسون على موقع ميوزك برينز (الإنجليزية)
- باتريك روبرتسون على موقع ديسكوغز (الإنجليزية)